# (12540) Picander
(12540) Picander ist ein Asteroid des Hauptgürtels, der am 26. Juli 1998 vom belgischen Astronomen Eric Walter Elst am La-Silla-Observatorium der Europäischen Südsternwarte (IAU-Code 809) in Chile entdeckt wurde. Erste Sichtungen des Asteroiden hatte es schon vorher im Oktober und November 1979 unter der vorläufigen Bezeichnung 1979 TM2 und 1979 WW7 am Krim-Observatorium in Nautschnyj gegeben.
Der Asteroid ist Mitglied der Koronis-Familie, einer Gruppe von Asteroiden, die nach (158) Koronis benannt ist.
(12540) Picander wurde am 13. Juli 2004 nach Picander, dem Pseudonym von Christian Friedrich Henrici (1700–1764) benannt, der der wichtigste Textdichter Johann Sebastian Bachs war.